# 世庙

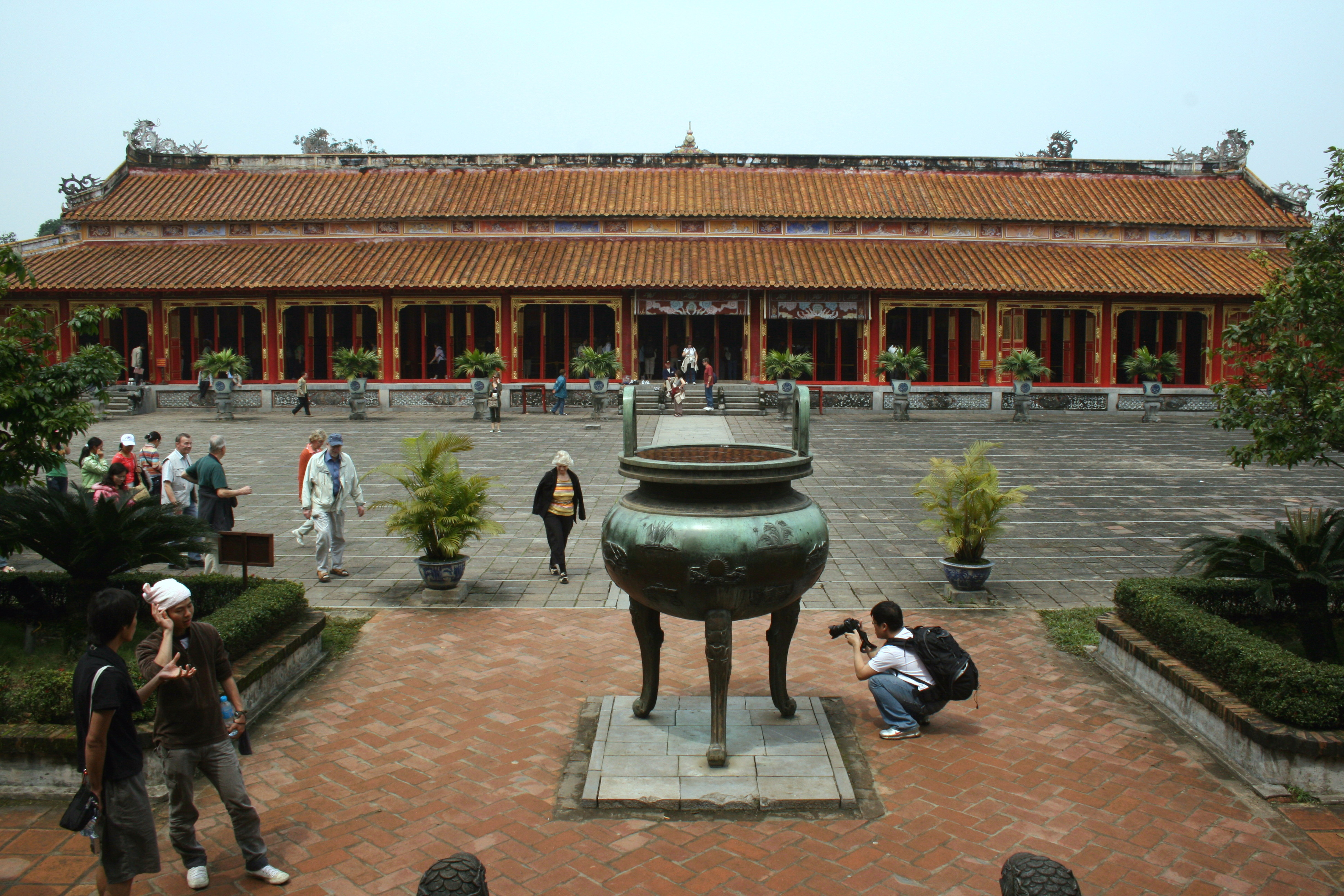
世庙

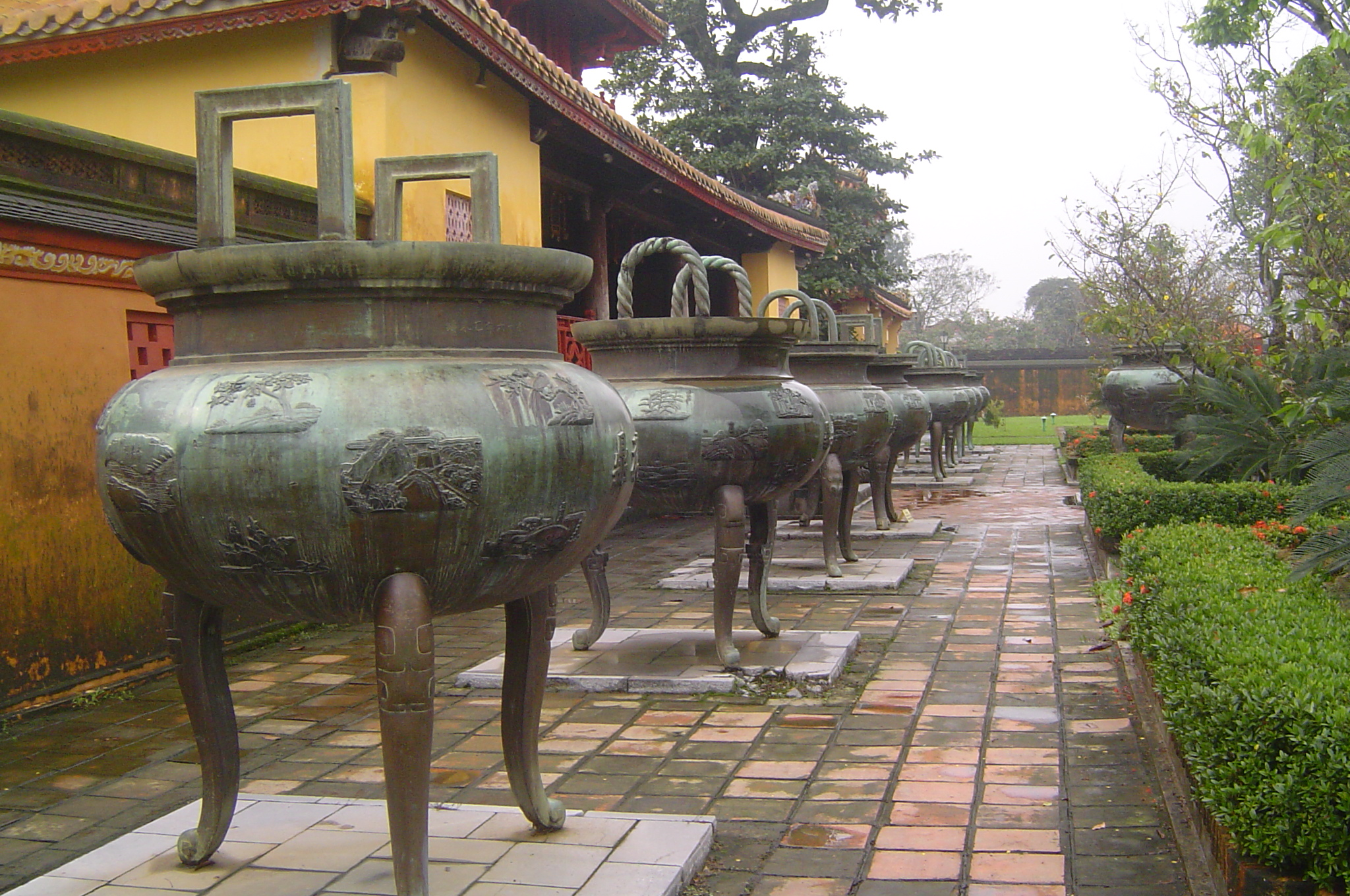
九鼎

世庙（越南语：／），又称世祖庙（越南语：／），是顺化皇城内供奉阮朝历任皇帝神位的宗庙。明命二年（1821年），明命帝下令修建世廟，明命三年（1822年）建成。

## 位置
世廟位於順化皇城西南方，與皇城東南方的太廟東西相對。東與接太和殿相接。世廟北部是興廟，它既屬於世廟的一部分，又相對獨立。興廟北邊則是奉先殿。

## 建築
世廟總占地约2公頃，共分為三個院落。世廟正殿位於中間院落北側，佔地約1500平方米。它與太廟廟制相同。都是採用中國漢、明太廟“同堂異室”的制度。正殿正楹共九間，前楹共十一間，用來供奉阮朝歷代皇帝和他們的皇后。正殿左側原是更衣殿，後來廢棄拆除。右側則是土地祀。東、西牆各開一門。東門名啓迪門，西門名崇成門。北牆開了兩個門，左門名顯祐門，右門名篤祐門，從這兩個門可以進入興廟。正殿正前方則是九鼎，居中的是高鼎，其餘八鼎分列兩側，各自對應諡號，左一間仁鼎，右一間章鼎，左二間英鼎，右二間毅鼎，左三間純鼎，右三間宣鼎，左四間裕鼎，右四間玄鼎。
九鼎南邊則是前院的顯臨閣。顯臨閣正前方則是世廟大門。顯臨閣東南、西南方則是左廡和右廡，供奉着從祀世廟的中興親勳功臣。顯臨閣左側和右側短牆各開一門，連通前院和正殿所在中院，左門名峻烈門，門上建有鐘樓；右門名崇功門，門上建有鼓樓。

## 牌位
阮朝世廟以世祖阮福映為不祧之祖，居於正中室，其餘皇帝以次分昭穆升袝世廟左右各室。按照明命帝的規定，待世廟九室全部有皇帝升袝後，再另擇新地，修建新廟。世廟升袝諸帝不准遷祧。但直至阮朝滅亡時，只有6位皇帝升袝世廟。1958年10月，阮朝皇族後裔阮福氏宗族在世廟增設咸宜帝、成泰帝、維新帝三位廢帝的牌位，以紀念他們反抗法國殖民統治的功勳。阮朝諸帝尚有恭宗惠皇帝(另建恭宗廟奉祀)、廢帝阮福昇(在位僅四個月)、保大帝阮福晪(1958年時尚未去世)未升袝於世廟。
- 正中：世祖高皇帝阮福映（承天高皇后宋氏蘭、顺天高皇后陈氏璫）
- 左一：圣祖仁皇帝阮福晈（佐天仁皇后胡氏華）
- 右一：宪祖章皇帝阮福暶（仪天章皇后范氏姮）
- 左二：翼宗英皇帝阮福时（俪天英皇后武氏諧）
- 右二：简宗毅皇帝阮福昊
- 左三：景宗纯皇帝阮福昪（輔天纯皇后阮氏嫻、佑天纯皇后杨氏熟）
- 右三：弘宗宣皇帝阮福晙（端徽皇太后黄氏菊）

1958年後增設
- 左四：咸宜帝阮福明
- 右四：成泰帝阮福昭
- 左五：维新帝阮福晃

## 從祀功臣
明命五年（1824年），明命帝下令將尊室旻、尊室晪、尊室暉三人遷出太廟左廡，改為和新增的尊室會從祀世廟左廡。同時將武尊性、吳從周遷出太廟右廡，和新增的朱文接、武彝巍、阮文張、范文仁、阮黃德、宋福淡、阮文敏、杜文祐、阮文仁、枚德議從祀世廟右廡。明命八年（1827年），將阮德川從祀右廡，列在阮黃德之次。嗣德十八年（1865年），將張登桂從祀世廟右廡第七案，位在永賴侯枚德議之次。

### 左廡
- 佐運宗臣宗人府宗人令忠懷安邊郡王宗室旻
- 佐運宗臣宗人府宗人令忠壯通化郡王宗室晪
- 佐運宗臣宗人府左宗正特進壯武大將軍左軍都統府掌府事靜憲安西公宗室暉
- 佐運宗臣宗人府左宗正特進壯武大將軍前軍都統府掌府事肅武諒江郡公宗室會

### 右廡
- 佐運功臣特進壯武大將軍後軍都統府掌府事太師忠烈懷國公武性
- 佐運功臣特進榮祿大夫協辦大學士少師兼太子太師忠愍寧和郡公吳從周
- 佐運功臣特進壯武將軍左軍都統府掌府事太保壯烈臨洮郡公朱文接
- 佐運功臣特進壯武將軍水軍都統府掌府事太保壯肅平江郡公武彝巍
- 佐運功臣特進壯武大將軍中軍都統府掌府事太保昭武端雄郡公阮文張
- 佐運功臣特進壯武將軍右軍都統府掌府事太傅憲靜先興郡公范文仁
- 佐運功臣特進壯武將軍前軍都統府掌府事太傅昭毅建昌郡公阮黃德
- 佐運功臣特進壯武將軍右軍都統府掌府事太傅桓勇快州郡公阮德川
- 佐運功臣榮祿大夫協辦大學士少師兼太子太師文恭遵義侯宋福淡
- 佐運功臣壯武將軍前鋒營都統少保襄壯維先侯阮文敏
- 佐運功臣壯武將軍前鋒營都統少傅襄烈附翼侯杜文祐
- 佐運功臣特進壯武將軍右軍都統府掌府事太保穆憲荊門郡公阮文仁
- 佐運功臣壯武將軍神策軍後營都統少保恭謹永賴侯枚德議
- 顧命良臣特進榮祿大夫勤政殿大學士太師文良綏盛郡公張登桂